# Herman-François Delange
Herman-François Delange (* 2. Juni 1715 in Lüttich; † 27. Oktober 1781 ebenda) war ein Geiger und Komponist der Vorklassik.

## Leben
Herman-François Delange begann ab 1723 seine musikalische Ausbildung als Chorknabe an der Lütticher Collégiale Saint-Martin-en-Mont. Danach besuchte er das Jesuitenkolleg, wo er von François Grétry, dem Vater von André Grétry, Violinunterricht erhielt. Dank seiner Begabung erhielt er ein Stipendium der Fondation Darchis, welches ihm ab 1741 einen mehrjährigen Aufenthalt in Italien, hauptsächlich am Lütticher Kolleg in Rom, ermöglichte. Hier studierte er bei Giovanni Battista Costanzi Fugenlehre und Kontrapunktik, bevor er vermutlich nach Neapel weiterreiste.
Wieder zurück in Lüttich, wurde Delange an seiner ehemaligen Ausbildungsstätte als Geiger beschäftigt. Von 1762 bis zu seinem Tod 1781 war er Geiger an der Sankt-Pauls-Kathedrale. Delange galt als einer der bedeutenden Komponisten im Hochstift Lüttich um die Mitte des 18. Jahrhunderts.

## Werk
Seine Solosonaten Op. 1 lassen vor allem in den Doppelgriffen der Violine und der reichen Ornamentik den Einfluss Giuseppe Tartinis erkennen. Die Triosonaten hingegen sind schlichter gesetzt, möglicherweise richteten sie sich an wohlhabende Musikliebhaber.
Während seine sakralen Kompositionen in Vergessenheit gerieten, werden die im galanten Stil gehaltenen, melodiereichen und gefälligen Ouvertüren gelegentlich aufgeführt.

## Werk (Auswahl)

### Instrumental
- Op. 1 VI Sonate a violino solo e basso da camera di Ermanno Francesco di Liegi, opera prima.
- Op. 6 Sei Overture a duoi violini, alto viola, basso continuo e duoi corni ad libitum.
- Op. 8 VI Sonate a due violini e basso del signor E.F. Delange di Liegi (Paris,  chez Le Clerc)
- Op. 7, 9 und 10, bestehend aus jeweils sechs Sinfonien, gelten als verschollen.
- Sei Sonate a tre strumenti, Violino primo o flauto, Violino secondo e Basso, del Signore E.F. Delange.

### Vokalwerk
- Oper Le Riche malheureux et le réformateur des mœurs de ce siècle (1763).
- Komische Oper Nicette, ou l’école de la vertu (1776).
- Etwa 30 Arien, Duos, Trios und Quartette.
- Le Rossignol ou Journal de chansons contenant des ariettes, vaudevilles, rondeaux et airs à boire avec la basse continue, erschienen in den Jahren 1765 und 1766.

### Kirchenmusik
Etwa zehn Messen und jeweils mehrere Motetten und Psalmvertonungen befinden sich in der Bibliothek des Lütticher Konservatoriums.